# Линар (Крёз)
Лина́р (фр. и окс. Linard) — коммуна во Франции, находится в регионе Лимузен. Департамент коммуны — Крёз. Входит в состав кантона Бонна. Округ коммуны — Гере.
Код INSEE коммуны — 23109.

## Население
Население коммуны на 2010 год составляло 166 человек.
| 1962 | 1968 | 1975 | 1982 | 1990 | 1999 | 2010 |
| ---- | ---- | ---- | ---- | ---- | ---- | ---- |
| 375  | 311  | 276  | 266  | 226  | 204  | 166  |

## Экономика
В 2010 году среди 97 человек трудоспособного возраста (15—64 лет) 68 были экономически активными, 29 — неактивными (показатель активности — 70,1 %, в 1999 году было 69,4 %). Из 68 активных жителей работали 59 человек (35 мужчин и 24 женщины), безработных было 9 (1 мужчина и 8 женщин). Среди 29 неактивных 1 человек был учеником или студентом, 23 — пенсионерами, 5 были неактивными по другим причинам.